# Élections législatives de 1988 dans les Alpes-de-Haute-Provence
Les élections législatives françaises de 1988 se sont déroulées les 5 et 12 juin 1988. Dans le département des Alpes-de-Haute-Provence, deux députés étaient à élire dans deux circonscriptions.

## Élus
| Circonscription | Député sortant        | Parti                 | Parti                 | Député élu      | Parti | Parti |
| --------------- | --------------------- | --------------------- | --------------------- | --------------- | ----- | ----- |
| 1re             | Scrutin proportionnel | Scrutin proportionnel | Scrutin proportionnel | François Massot |       | PS    |
| 2e              | Scrutin proportionnel | Scrutin proportionnel | Scrutin proportionnel | André Bellon    |       | PS    |

## Positionnement des partis
L'UDF et le RPR se présentent unis sous l'étiquette « Union du Rassemblement et du Centre » tandis que les candidats du Parti socialiste se rangent sous la bannière de la « Majorité présidentielle pour la France unie », slogan de la campagne présidentielle de François Mitterrand.

## Résultats

### Résultats au niveau du département
| Parti          | Parti                               | Premier tour | Premier tour | Second tour | Second tour | Sièges |
| Parti          | Parti                               | Voix         | %            | Voix        | %           | Sièges |
| -------------- | ----------------------------------- | ------------ | ------------ | ----------- | ----------- | ------ |
|                | Rassemblement pour la République    | 13 938       | 21,61        | 17 846      | 24,90       | 0      |
|                | Union pour la démocratie française  | 9 194        | 14,26        | 15 983      | 22,30       | 0      |
|                | Union du Rassemblement et du Centre | 23 132       | 35,87        | 33 829      | 47,20       | 0      |
|                |                                     |              |              |             |             |        |
|                | Parti socialiste                    | 23 099       | 35,82        | 37 836      | 52,80       | 2      |
|                | La France unie                      | 23 099       | 35,82        | 37 836      | 52,80       | 2      |
|                |                                     |              |              |             |             |        |
|                | Parti communiste français           | 8 281        | 12,84        |             |             | 0      |
|                | Front national                      | 7 750        | 12,02        | 0           |             |        |
|                | Extrême gauche                      | 2 221        | 3,44         | 0           |             |        |
|                |                                     |              |              |             |             |        |
| Inscrits       | Inscrits                            | 97 502       | 100,00       | 97 483      | 100,00      | 2      |
| Abstentions    | Abstentions                         | 31 419       | 32,22        | 23 661      | 24,27       |        |
| Votants        | Votants                             | 66 083       | 67,78        | 73 822      | 75,73       |        |
| Blancs et nuls | Blancs et nuls                      | 1 600        | 2,42         | 2 157       | 2,92        |        |
| Exprimés       | Exprimés                            | 64 483       | 97,58        | 71 665      | 97,08       |        |

### Résultats par circonscription

#### Première circonscription (Dignes-les-Bains)
| Candidat       | Candidat             | Parti           | Premier tour | Premier tour | Second tour | Second tour |  |
| Candidat       | Candidat             | Parti           | Voix         | %            | Voix        | %           |  |
| -------------- | -------------------- | --------------- | ------------ | ------------ | ----------- | ----------- |  |
|                | François Massot élu  | PS              | 11 122       | 35,62        | 18 877      | 54,15       |  |
|                | Francis Galizi       | UDF (CDS) (URC) | 9 194        | 29,45        | 15 983      | 45,85       |  |
|                | Raymond Philippe     | PCF             | 4 442        | 14,23        |             |             |  |
|                | Jules-Henri Pansiéri | FN              | 3 557        | 11,39        |             |             |  |
|                | Robert Ducoffe       | diss. RPR       | 1 870        | 5,99         |             |             |  |
|                | Jean-Jacques Lachamp | Extrême gauche  | 1 036        | 3,32         |             |             |  |
|                |                      |                 |              |              |             |             |  |
| Inscrits       | Inscrits             | Inscrits        | 47 344       | 100,00       | 47 343      | 100,00      |  |
| Abstentions    | Abstentions          | Abstentions     | 15 306       | 32,33        | 11 437      | 24,16       |  |
| Votants        | Votants              | Votants         | 32 038       | 67,67        | 35 906      | 75,84       |  |
| Blancs et nuls | Blancs et nuls       | Blancs et nuls  | 817          | 2,55         | 1 046       | 2,91        |  |
| Exprimés       | Exprimés             | Exprimés        | 31 221       | 97,45        | 34 860      | 97,09       |  |

#### Deuxième circonscription (Manosque)
| Candidat       | Candidat                   | Parti          | Premier tour | Premier tour | Second tour | Second tour |  |
| Candidat       | Candidat                   | Parti          | Voix         | %            | Voix        | %           |  |
| -------------- | -------------------------- | -------------- | ------------ | ------------ | ----------- | ----------- |  |
|                | Pierre Delmar sortant      | RPR (URC)      | 12 068       | 36,28        | 17 846      | 48,49       |  |
|                | André Bellon sortant réélu | PS             | 11 977       | 36,01        | 18 959      | 51,51       |  |
|                | Bernard de Guilhermier     | FN             | 4 193        | 12,61        |             |             |  |
|                | Georges Alliaud            | PCF            | 3 839        | 11,54        |             |             |  |
|                | Isabelle Bourboulon        | Extrême gauche | 1 185        | 3,56         |             |             |  |
|                |                            |                |              |              |             |             |  |
| Inscrits       | Inscrits                   | Inscrits       | 50 158       | 100,00       | 50 140      | 100,00      |  |
| Abstentions    | Abstentions                | Abstentions    | 16 113       | 32,12        | 12 224      | 24,38       |  |
| Votants        | Votants                    | Votants        | 34 045       | 67,88        | 37 916      | 75,62       |  |
| Blancs et nuls | Blancs et nuls             | Blancs et nuls | 783          | 2,3          | 1 111       | 2,93        |  |
| Exprimés       | Exprimés                   | Exprimés       | 33 262       | 97,7         | 36 805      | 97,07       |  |